# Illawarra Hawks
O Illawarra Hawks é uma uma equipe profissional de basquetebol masculino australiano que disputa a National Basketball League (NBL). Foi fundado em 1979 tornando-se um dos dez fundadores e sagrando-se campeão da NBL em 2001. Atualmente mandam seus jogos na WIN Entertainment Centre com capacidade para 6.000 espectadores.

## Histórico de Temporadas
| Temporada | Nível | Liga | Pos. | J     | PL  | Resultado     |
| --------- | ----- | ---- | ---- | ----- | --- | ------------- |
| 2005-06   | 1     | NBL  | 3    | 19-13 |     |               |
| 2006-07   | 1     | NBL  | 11   | 11-22 |     |               |
| 2007-08   | 1     | NBL  | 11   | 9-21  |     |               |
| 2008-09   | 1     | NBL  | 7    | 11-19 |     |               |
| 2009-10   | 1     | NBL  | 2    | 16-12 | 3-3 | Finalista     |
| 2010-11   | 1     | NBL  | 5    | 15-13 | 3-3 |               |
| 2011-12   | 1     | NBL  | 8    | 9-19  |     |               |
| 2012-13   | 1     | NBL  | 3    | 13-15 | 0-2 | Semifinais    |
| 2013-14   | 1     | NBL  | 4    | 13-15 | 0-2 | Semifinais    |
| 2014-15   | 1     | NBL  | 8    | 6-22  |     |               |
| 2015-16   | 1     | NBL  | 3    | 17-11 | 1-2 | Semifinalista |
| 2016-17   | 1     | NBL  | 4    | 15-13 | 2-4 | Finalista     |
| 2017-18   | 1     | NBL  | 5    | 12-16 |     |               |

fonte:australiabasket.com

### Títulos

#### NBL
Campeão (1):2001
Finalista (3):2005, 2010, 2017

## Ligações Externas
- Illawarra Hawks no Facebook
- Illawarra Hawks no X
- Illawarra Hawks no Instagram
- Canal de Illawarra Hawks no YouTube
- Illawarra Hawks no australiabasket.com
- Illawarra Hawks no nbl.com.au